# Hans von Haberer-Kremshohenstein
Hans von Haberer-Kremshohenstein, nemški general in vojaški zdravnik, * 12. marec 1875, † 29. april 1958.